# زیردریایی یو-۹۵۴
زیردریایی یو-۹۵۴ (به انگلیسی: German submarine U-954) یک زیردریایی بود که طول آن ۶۷٫۱ متر (۲۲۰ فوت ۲ اینچ) بود. این زیردریایی در سال ۱۹۴۲ ساخته شد.